# Élection présidentielle de 2010 au Burkina Faso
L'élection présidentielle de 2010 au Burkina Faso s'est déroulée le 21 novembre 2010.